# جشنواره فیلم یهودی هنگ کنگ
جشنواره فیلم یهودی هنگ کنگ (انگلیسی: Hong Kong Jewish Film Festival) یک جشنواره فیلم سالیانه است که به سینمای جهان با موضوع زندگی یهودی می‌پردازد. این جشنواره نخستین بار در سال ۲۰۰۰ و توسط «هوارد الیاس» اهل شهر تورنتو بنیان نهاده شد. مقر جشنوارهٔ مذکور در شهر هنگ کنگ می‌باشد.